# Головашко Федір Павлович
Федір Павлович Головашко (22 червня 1923 — 19 квітня 1981) — Герой Радянського Союзу, провідний льотчик-випробувач ядерної зброї, командир екіпажу літака-носія Ту-16, майор.
Здійснив 20 листопада 1955 року першу в історії авіації вимушену посадку з термоядерним пристроєм на борту, в зв'язку з неможливістю його керованого скидання.

## Біографія
Народився в 1923 році в селі Биково (нині в Новосибірському районі Новосибірської області). Член КПРС з 1951 року. Учасник Великої Вітчизняної війни в складі авіації дальньої дії. У 1952 році переведений в авіаційний полк змішаного складу, залучений до дослідницьких робіт по вдосконаленню атомної і водневої бомб.
Указом Президії Верховної Ради СРСР від 11 вересня 1956 року за мужність і героїзм, проявлені при проведенні повітряних ядерних випробувань ведучому льотчику літака-носія Ту-16 майору Федіру Павловичу Головашко присвоєно звання Героя Радянського Союзу з врученням ордена Леніна і медалі «Золота Зірка» (за номером 10846).
З 1961 року полковник Ф. П. Головашко — в запасі. Жив в Одесі. Помер 19 квітня 1981 року. Похований на 2-му християнському кладовищі міста.